# Илија Димитријевић
Илија Димитријевић био је српски иконописац и сликар из 19. века.

## Биографија
Студирао је на Ликовној академији у Бечу. Године 1879. насликао је иконе на платну Свети Пантелија и Распеће Христово. На првој икони се потписао као "академски сликар из Србије". Радио је иконостасе у Ланчугу у Барањи (1870), Кућанцима (1888) и Гаћишту у Славонији (1889).